# My phu nhân
My phu nhân (chữ Hán: 糜夫人; 167 – 209) là chính thất của Hán Chiêu Liệt Đế Lưu Bị, vị Hoàng đế khai quốc nhà Thục Hán thời Tam Quốc trong lịch sử Trung Quốc.

## Chính thất của Lưu Bị
My phu nhân là em gái của My Chúc và My Phương, hai người phục vụ dưới quyền Lưu Bị từ khi Lưu Bị ở Dự Châu.
Sử sách đề cập rất ít về bà, chỉ biết bà là chính thất của Lưu Bị, có địa vị trên Cam phu nhân.
Năm 195, Lưu Bị đi đánh Viên Thuật, bị Lã Bố đánh úp Hạ Bì. Trương Phi bỏ thành chạy, để lại gia quyến Lưu Bị. Bà và Cam phu nhân bị Lã Bố bắt, nhưng sau đó khi Lưu Bị và Lã Bố giảng hoà, hai phu nhân được trả về cho Lưu Bị.
Năm 199, Lưu Bị lại giao chiến với Tào Tháo ở Từ Châu bị thất bại, bỏ chạy lên Hà Bắc theo Viên Thiệu, gia quyến bị lạc lần nữa, lọt vào tay Tào Tháo. Quan Vũ tạm đầu hàng Tào Tháo và giữ được sự an toàn cho bà và Cam phu nhân.
Sau này không rõ bà mất khi nào, có thể bà đã vong mạng trong chiến loạn Đương Dương - Tràng Bản hoặc ốm chết ít lâu sau đó. Chỉ biết năm 209, vì trắc thất của Lưu Bị là Cam phu nhân qua đời, Lưu Bị lấy em gái của Tôn Quyền là Tôn phu nhân làm vợ.

## Trong Tam Quốc diễn nghĩa
Trong tiểu thuyết Tam Quốc diễn nghĩa của La Quán Trung, bà cùng một người vợ khác của Lưu Bị là Cam phu nhân được mô tả trong số những người phụ nữ gian truân nhất: Bị bắt trong tay Lã Bố, sau đó bị bắt trong tay Tào Tháo. Bà cùng Cam phu nhân được Quan Vũ hết lòng cung kính bảo vệ khi Quan Vũ phục vụ Tào Tháo, đồng thời cũng được Tào Tháo khá hậu đãi.
Khi Quan Vũ rời khỏi chỗ Tào Tháo đi tìm Lưu Bị, bà và Cam phu nhân trải qua hàng ngàn dặm đường, vượt năm cửa ải, cuối cùng tái hợp được với Lưu Bị ở Cổ Thành.
Trong trận Đương Dương - Tràng Bản, La Quán Trung mô tả Cam phu nhân chạy thoát khỏi đám loạn quân, về với Lưu Bị, còn Lưu Thiện là con của Lưu Bị và Cam phu nhân, mới hơn 1 tuổi thì được bà bế trong tay. Bà bị thương ở đùi không thể chạy được, bà gặp Triệu Vân trong vòng vây quân Tào. Triệu Vân muốn dìu bà lên ngựa cùng Lưu Thiện để mình chạy bộ phá vây, nhưng bà biết chắc Triệu Vân không thể chạy bộ xung trận, nên để Lưu Thiện lại cho Triệu Vân, còn bà nhảy xuống giếng tự vẫn để khỏi vướng Triệu Vân. Triệu Vân đạp đổ bức tường cũ xuống giếng lấp xác bà để quân Tào khỏi bắt được, rồi mang Lưu Thiện phá vây trở về với Lưu Bị.